# Línea 79 (Montevideo)
La línea 79 es una línea de transporte urbano de Montevideo. Integra el Sistema de Transporte Metropolitano y une la Ciudad Vieja con el Intercambiador Belloni.

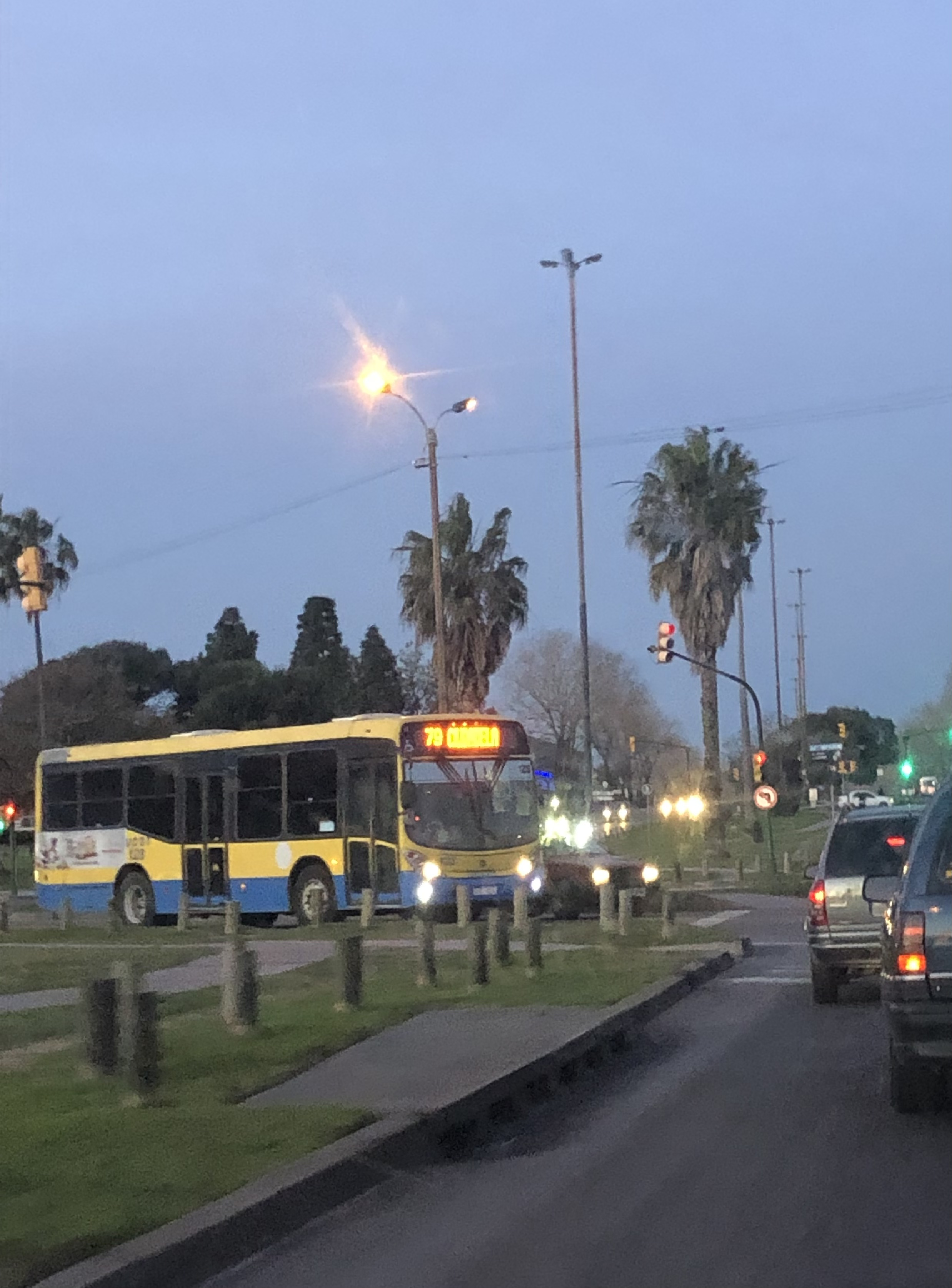
Línea 79 sobre la Avenida Damaso Antonio Larrañaga

## Historia
Fue inaugurada en 1949 por la Administración Municipal de Transportes Colectivos de Montevideo, explotando en primera instancia  un trayecto entre Bolívar y la Ciudad Vieja, el cual circulaba por el Palacio Legislativo y los barrios Villa Muñoz, La Comercial, Larrañaga y Bolívar, teniendo destino en el Mercado Modelo, tal servicio fue variando a lo en lo que respecta a su recorrido y su destino, aunque manteniendo intacta la primera parte de su recorrido: por las calles Ciudadela, Mercedes, Diagonal Agraciada, Avenida de las Leyes, Dr. Luis Pedro Lenguas, Justicia, Cuñapirú (actual Dr. Juan Amézaga), Martín Fierro, Jaime Cibils y Cádiz.
Su primer destino era en el límite de los barrios Bolivar y Pueblo Nuevo, sin entrar estrictamente a la Villa Española. Por Cádiz se dirigía hasta el Bulevar Propios, que tomaba por una cuadra para doblar en Chiavari (actual República de Corea), calle por la que se dirigía hasta la avenida 31 de Marzo (primera denominación de la actual Avenida Dámaso Antonio Larrañaga), que agarraba para terminar una cuadra después, en su intersección con la calle Apóstoles. La vuelta era exactamente a la inversa, solo que de Apóstoles salía a Cádiz mediante Trento (calle que quedó cortada por las ampliaciones del Mercado Modelo) y que a la altura del Centro, en lugar de Mercedes tomaba Colonia.
Al poco tiempo comenzó a entrar en la Villa Española, cubriendo desde entonces con su recorrido los accesos de la Fábrica Uruguaya de Neumáticos, en ese momento la más importante de ese tradicional barrio obrero. Para ello modificó su recorrido: Chiavari, Agaces, Industria (actual José Serrato), Tomás Claramunt, Camino Corrales hasta Antonio Serratosa; volviendo por Serratosa, Francisco Vázquez Cores, Tomás Claramunt e Industria.
Más adelante, ya en los últimos años de AMDET, amplió su recorrido, cubriendo por dentro al barrio Bolivar (pasando a circular por Cádiz, Propios, Canstatt, Parma, Avenida Centenario —actual Dámaso Antonio Larrañaga—, Agaces) y llegando hasta la terminal del Hipódromo de Maroñas. La parte final del mismo pasó a ser: Camino Corrales, Francisco Sainz Rosas, Carreras Nacionales, Juan Belinzon, Besares, Mariano Estapé, José María Guerra, Avenida General Flores, Guarapirú (actual Chapicuy), Galvani y Enrique Castro hasta General Flores, cubriendo los barrios Ituzaingó y Los Olivos. El regreso tenía escasas variantes: Avenida Gral Flores, José María Guerra, Juan Victorica, Besares, Juan Belinzon, Carreras Nacionales, Francisco Sainz Rosas, Camino Corrales, Alonso de Ercilla, Francisco Vázquez Cores, Tomás Claramunt.
El 13 de mayo de 1975, la Intendencia de Montevideo, decide cesar las actividades de la Administración Municipal de Transporte creándose tres cooperativa gestionadas por sus trabajadores para cubrir las líneas que quedaban inoperativas. Entre ellas se encontraba la cooperativa Rápido Internacional Cooperativo, quien desde su creación comenzó a operar, entre otros servicios, la línea 79.
Bajo la operación de dicha cooperativa la línea vuelve a llevar su destino final a Villa Española, esta vez a la zona del antiguo Campo Español, lugar de varios complejos habitacionales con numerosos edificios. El recorrido de ida pasó a ser: Parma, Avenida Dámaso Antonio Larrañaga, Oficial 5 (actual Avenida Costanera del Arroyo Cerrito), Oficial 4 (actual Dr. José Irureta Goyena), Antonio Serratosa, José Serrato, Tomás Claramunt, Camino Corrales, Añaquito hasta Gavilán. La vuelta, en las partes que variaba, era por: Bulevar José Batlle y Ordóñez, Chiávari, Mariano Moreno, Caraguatá, Bulevar Artigas y Cuñapirú.
Una vez consolidado el destino de Villa Española, la línea amplió su recorrido en la Ciudad Vieja, llegando hasta la Aduana —o Guruyú— y modificando buena parte del mismo, dejando de circular por La Aguada para circular por el Cordón. Quedando de la siguiente forma: Dr. Juan J. de Amézaga, Justicia, La Paz, Arenal Grande, Avenida Uruguay, Eduardo Acevedo, Colonia, Ciudadela, 25 de Mayo. De ahí, continuaba sin esperas por: Juan Lindolfo Cuestas, Buenos Aires, Liniers, San José, Andes, Mercedes, Avenida Daniel Fernández Crespo, Miguelete, Justicia, Dr. Juan J. de Amézaga, Cuñapirú, Martín Fierro, Jaime Cibils, Cádiz, Bulevar José Batlle y Ordóñez.
Desde entonces, la mayoría de los cambios en el recorrido fueron menores. Hacia el lado de la Ciudad Vieja, cuando Canstatt pasó a ser una calle con un solo sentido de circulación, la línea pasó a realizar sus viajes a la Ciudad Vieja por la calle paralela Francisco Arrieta; al instalarse semáforos en el cruce del bulevar General Artigas y Caribes, la 79 comenzó a circular por Chiavari, Paso del Cuello, Quijote, Caribes, Bulevar General Artigas y Cuñapirú (aunque durante un tiempo volvió a tomar por Mariano Moreno y Caraguatá). Más adelante, con la instalación de semáforos en Martín Fierro-Cuñapirú y el bulevar Gral. Artigas, en lugar de tomar por Caribes, la línea viajaba una cuadra más por Quijote, doblando por Martín Fierro. En los últimos tramos en este sentido, con el cambio de sentido para la circulación de Cerrito, pasando a ser una vía de ingreso a la Ciudad Vieja, se empezó a tomar esta calle en lugar de 25 de Mayo, quedando: Avenida Uruguay, 25 de Mayo (una cuadra), Juncal, Cerrito y Juan Lindolfo Cuestas.
Cuando el lunes 4 de julio de 2005 comenzaron a regir los cambios en la circulación del transporte colectivo en la Ciudad Vieja para racionalizar los recorridos que ingresaban al casco histórico, la 79 fue una de las líneas que dejó de transitar por allí, pasando a terminar sus viajes en la terminal de Ciudadela. Su recorrido final pasaba a ser por Colonia, Río Branco, Avenida Uruguay (parando en la terminal de trasbordos en la esquina con Florida), 25 de Mayo, Juncal y Piedras, saliendo por Juncal, Rambla Franklin D. Roosevelt, Florida y Mercedes. Sin embargo, con los primeros ajustes a este nuevo sistema, realizados el 15 de julio, la línea volvió a ser incluida entre aquellas que realizaban el circuito por el barrio más antiguo de Montevideo. El recorrido pasó a ser: Colonia, Río Branco, Avenida Uruguay, 25 de Mayo, Juncal, Cerrito hasta Juan Lindolfo Cuestas, continuando sin esperas por Juan Lindolfo Cuestas, Buenos Aires, Liniers, San José, Andes y Mercedes. Los viajes nocturnos (entre las 20 y las 8 horas) y los de los días domingos y feriados finalizaban en la terminal de la Aduana, en Juan Lindolfo Cuestas y 25 de Mayo. Desde entonces, mientras la línea fue explotada por Raincoop, a esa altura solo sufrió un pequeño cambio de recorrido, dejando de circular por Liniers para continuar desde Buenos Aires por la circunvalación de la Plaza Independencia, tomando luego Florida, San José y Andes. A su vez en los últimos años, los recorridos nocturnos iban hacia Ciudadela, aunque sin entrar en la terminal. El mismo era por: Colonia, Río Branco, Avenida Uruguay hasta Florida, continuando sin interrupciones por Florida, Mercedes y Avenida Daniel Fernández Crespo.
En el sentido opuesto, hubo modificaciones mínimas en la parte media de su recorrido, como por ejemplo, al instalarse semáforos en el bulevar José Batlle y Ordóñez y Canstatt, para facilitar el cruce por aquella el camino pasó a ser por Cádiz, Avenida Luis Alberto de Herrera y Canstatt. En la parte final hubo varias propuestas y resoluciones para cambiarlo, aunque ninguna prosperó. Con la inminente reapertura del Hipódromo de Maroñas en el año 2003, la Intendencia Municipal de Montevideo decidió volver a extender la línea 79 hasta el mismo para aquellos días en que hubiera competencia, tomando: Camino Corrales, Av. Costanera Arroyo Cerrito, Gavilán, Camino Corrales, Francisco Sainz Rosas, Carreras Nacionales, Juan Belinzon, Besares, José Pedro Ramírez, José María Guerra, Avenida General Flores, Avenida Pedro de Mendoza, Niágara, Timbúes hasta Avenida General Flores (terminal de Hipódromo), volviendo por: Avenida Gral Flores, José María Guerra, Juan Victorica, Besares, Juan Belinzon, Carreras Nacionales, Francisco Sainz Rosas, Camino Corrales. Dicha norma cayó en desuso. Otras variaciones fueron en el circuito final por Villa Española. Una resolución lo acortaba, quedando el recorrido por: Avenida Dámaso Antonio Larrañaga, Av. Costanera Arroyo Cerrito, José Irureta Goyena, Avenida José Pedro Varela, Camino Corrales, Añaquito, Gavilán, continuando sin esperas por Callao, Camino Corrales, Tomás Claramunt, 20 de Febrero, Larravide, Avenida José Pedro Varela, José Irureta Goyena, Av. Costanera Arroyo Cerrito, Avenida Dámaso Antonio Larrañaga. Por esta modificación, se debió establecer una terminal en el otro extremo, siendo fijada la de la Aduana. Luego, por ser una vía peligrosa para las vueltas cortas que daba la línea, se sustituyó el pasaje por la avenida José Pedro Varela por la calle paralela Antonio Serratosa, al tiempo que el tramo de ida se redujo: Avenida Dámaso Antonio Larrañaga, Av. Costanera Arroyo Cerrito, Gavilán, continuando sin interrupciones por Callao, Camino Corrales. Con la reincorporación de la 79 al circuito de la Ciudad Vieja a mediados del 2005, se debió establecer una terminal en Villa Española, quedando el recorrido que tiene actualmente.
El 24 de abril de 2016, luego de varios meses de graves problemas financieros, deudas salariales e incertidumbres en torno a una inversionista que rescataría a la empresa, una asamblea de socios cooperativistas decide el cierre de Raincoop. En los meses siguientes, la Intendencia de Montevideo estuvo negociando con las otras empresas de transporte colectivo sobre cómo distribuir las líneas y los trabajadores de la cooperativa, acordándose el 13 de junio que los mismos se dividieran entre Coetc, Cutcsa y Ucot. La línea 79 fue asignada a esta última cooperativa, al igual que las líneas urbanas 17 y 71, la suburbana 221 y la local L12, así como un permiso extra para explotar la línea céntrica CA1 y la diferencial metropolitana DM1. Los últimos servicios de Raincoop fueron realizados el día viernes 10 de junio.
Desde el mismo lunes 13 de junio y por un lapso de diez días funcionó la línea local de emergencia L47, que cubrió el tramo de la línea 79 entre Villa Española y las calles Quijote y Martín Fierro. Su recorrido era: Gavilán, Callao, Camino Corrales, Tomás Claramunt, Larravide, Antonio Serratosa, José Irureta Goyena, Av. Costanera Arroyo Cerrito, Avenida Dámaso Antonio Larrañaga, Parma, Francisco Arrieta, Bulevar José Batlle y Ordóñez, Chiavari, Paso del Cuello, Quijote hasta Martín Fierro, regresando sin interrupciones por Martín Fierro, José Hernández, Emilio Raña, Braga, Martín Fierro, Jaime Cibils, Cádiz, Avenida Luis Alberto de Herrera, Canstatt, Parma, Avenida  Dámaso Antonio Larrañaga, Av. Costanera Arroyo Cerrito, José Irureta Goyena, Tomás Claramunt, Camino Corrales, Av. Costanera Arroyo Cerrito, Gavilán hasta Añaquito.
El 23 de junio retomó su funcionamiento la línea 79 bajo el servicio de Ucot, pasando sus coches a circular con el característico color amarillo de la cooperativa. Como las otras líneas que se incorporaron a la empresa, en un principio se cubrían menos del 50% de las frecuencias que le correspondían de acuerdo a los horarios aprobados por la IM antes del cierre de Raincoop, debido principalmente a la falta de coches. Si bien desde entonces se han ido adecuando, los mismos se vieron reducidos sensiblemente, ya que hay frecuencias cada 20 minutos en las horas pico de traslado de gente a sus trabajos, y cada 30 minutos el resto del tiempo. A su vez, se eliminaron las frecuencias del turno nocturno, siendo la última salida de Villa Española a las 19.35 horas y de Ciudadela a las 20.45 horas, así como también fueron suprimidos los viajes de los domingos.
Con el cambio de empresa explotadora de la línea también se modificó uno de los extremos del recorrido, ya que dejó de ingresar a la Ciudad Vieja para terminar sus viajes en la terminal de Ciudadela. En la otra punta, Villa Española, los horarios fijados por el gobierno departamental prevén que se realice un circuito sin interrupciones, aunque algunos conductores realizan breves paradas cuando llegan antes de tiempo. Esto se debe a que en este último destino la empresa Raincoop poseía un local que permitía usar al punto como terminal y que al no poder Ucot disponer de él, y no haber una terminal diurna en la Ciudad Vieja, surgió la necesidad de fijar una en la estación delimitada por las calles Juncal y Piedras y la rambla 25 de Agosto. Esta variación fue la última que ha recibido la 79 hasta el momento.
La línea era cubierta fundamentalmente con coches Caio modelo Vitória, tanto en Raincoop como en Ucot, con su antigüedad superior a 20 años, los cuales dieron su servicio final en 2023. En manos de Ucot, además de los Caio Vitória, ocasionalmente se utilizaban sus coches modelo Urbanuss Pluss de Busscar, y desde octubre de 2016 Ucot incorporó veinticinco coches Caio modelo Foz Super y también dos Marcopolo modelo Gran Viale que pertenecían a Raincoop, siendo que algunos de dichos modelos suelen acompañar a los Busscar en las frecuencias diarias.

## Recorridos
En ambos recorridos circula por los barrios Ciudad Vieja, Centro, Cordón Norte, Villa Muñoz, La Comercial, Larrañaga, Mercado Modelo, Villa Española y Flor de Maroñas.
| LÍNEA 79 |

| Ida - Ciudad Vieja - Av. Uruguay - Florida - Mercedes - Av. Daniel Fernández Crespo - Miguelete - Justicia - Dr. Juan José de Amézaga - Cuñapirú - Martín Fierro - Jaime Cibils - Cádiz - Av. Luis Alberto de Herrera - Canstatt - Parma - Av. Dámaso Antonio Larrañaga - Av. Costanera Arroyo Cerrito - Dr. José Irureta Goyena - Tomás Claramunt - Cno. Corrales - Pavón - Osvaldo Cruz - Besares - Virrey Elío - Av.José Belloni - Andén 4 (Intercambiador Belloni) | Vuelta - Andén 2 (Intercambiador Belloni) - José Belloni - Osvaldo Cruz - Pavón - Cno.Corrales - Tomás Claramunt - 20 de Febrero - Larravide - Antonio Serratosa - Dr. José Irureta Goyena - Av. Costanera Arroyo Cerrito - Av. Dámaso Antonio Larrañaga - Parma - Juan Arrieta - Bv. José Batlle y Ordóñez - Chiavari - Paso del Cuello - Quijote - Martín Fierro - Cuñapirú - Dr. Juan José de Amézaga - Justicia - La Paz - Arenal Grande - Av. Uruguay - Eduardo Acevedo - Colonia - Río Branco - Av. Uruguay, continúa sin espera... |

## Destinos intermedios
Los fines de semana y días festivos acorta su recorrido hacia la Caja de Jubilaciones del Banco de Previsión Social, con última parada en Eduardo Acevedo y Colonia. También tiene algunas pocas frecuencias de ida hacia el Antel Arena.

## Paradas
N° de parada Calle y cruce  → Puntos de referencia en las inmediaciones

### Ida (a Belloni)
1. 4021 Mercedes y Convención  → Auditorio Nacional del Sodre "Dra. Adela Reta" (a una cuadra); Dirección Nacional del Registro de Estado Civil (a una cuadra); Sede del Centro de Fotografía de Montevideo (ex Bazar Mitre) - Auditorio Nelly Goitiño (a dos cuadras); Sala Verdi (a cuatro cuadras); Plaza Independencia (a cuatro cuadras); Terminal Baltasar Brum (a cinco cuadras)
2. 4022 Mercedes y Río Negro  → Sanatorio del Banco de Seguros del Estado; Sede del BSE; Ministerio del Interior (una cuadra); Ministerio de Economía y Finanzas (dos cuadras); Plaza Ing. Juan P. Fabini o "del Entrevero" (dos cuadras); Sala Zitarrosa (tres cuadras); Museo del Gaucho y la Moneda (tres cuadras)
3. 4024 Mercedes y Av. Gral. Rondeau → Ministerio de Relaciones Exteriores (a una cuadra); Escuela N° 2 "República Argentina" y N° 269 "Mtro. Julio Castro" (a una cuadra); Liceo N° 34 "Rafaela Villagrán de Artigas" (a una cuadra); Museo del Azulejo (a una cuadra); Teatro Circular de Montevideo (a dos cuadras); Plaza de Cagancha o "Libertad" - Ateneo de Montevideo (a tres cuadras); Palacio Piria (a cuatro cuadras); Escuela N° 259 "C.E.P.O.A." (a cuatro cuadras)
4. 4551 Mercedes y Yaguarón  → Sanatorio Centro del SMI (a una cuadra); Torre de los Profesionales (a dos cuadras); Explanada y Palacio Municipal (a dos cuadras); Cinemateca Uruguaya (a tres cuadras)
5. 4548 Mercedes y Dr. Javier Barrios Amorín  → Escuela N° 6 "Estados Unidos de América" (a una cuadra); Facultad de Ciencias Sociales (a tres cuadras); Monumento al Gaucho (a tres cuadras); Ministerio de Ganadería, Agricultura y Pesca (a cuatro cuadras)
6. 4026 Mercedes y Tacuarembó  → Teatro El Galpón (a tres cuadras); Liceo N° 32 "Guayabo" (a tres cuadras)
7. 4028 Mercedes y Minas  → Feria de la calle Gaboto (día jueves); Plaza de los Treinta y Tres - Cuartel "Centenario" de Bomberos (dos cuadras); Edificio, Galería y Teatro del Notariado (a dos cuadras); Facultad de Humanidades y Ciencias de la Educación (dos cuadras); Sucursal 19 de Junio del BROU (tres cuadras); Escuela Universitaria de Música - Escuela Nacional de Bellas Artes, edificio "Centro" (a tres cuadras); Escuela N° 5 "José Pedro Varela" (a tres cuadras); Palacio Peñarol "Cr. Gastón Guelfi" (a cuatro cuadras)
8. 4044 Mercedes y Tristán Narvaja  → Escuela Multidisciplinaria de Arte Dramático "Margarita Xirgú" - Teatro Stella D'Italia; BPS - Caja de Jubilaciones (a una cuadra); Rectorado UdelaR - Facultad de Derecho (a dos cuadras); Facultad de Psicología (a dos cuadras); Sede DGI - Feria "Techitos verdes" (a dos cuadras); Instituto de Enseñanza de la Construcción (a dos cuadras); Policlínico de ANDA - Sanatorio 1 del CASMU (a tres cuadras); Casa matriz Banco Hipotecario del Uruguay (a tres cuadras); Casa INJU - Ministerio de Salud Pública (a tres cuadras); Biblioteca Nacional - Sala Vaz Ferreira (a tres cuadras); Mercado del Cordón (a tres cuadras); Liceo N° 35 IAVA (a cinco cuadras)
9. 3834 Av. Daniel Fernández Crespo y Av. Uruguay
10. 3835 Av. Daniel Fernández Crespo y Cerro Largo  → La Trastienda Club; Escuela N° 209 "Gerardo Cuesta" (a dos cuadras); Policlínica Luisa Tiraparé (a tres cuadras); Estadio Julio Zito Bandera (a tres cuadras)
11. 3837 Av. Daniel Fernández Crespo y 9 de Abril
12. 3823 Miguelete y República  → Espacio de Arte Contemporáneo —ex cárcel de Miguelete— (a una cuadra)
13. 3706 Justicia y Lima
14. 3707 Justicia y Gral. Pagola → Liceo N° 2 "Héctor Miranda" (a cinco cuadras)
15. 3708 Justicia y Nueva Palmira  → Feria de San Pancracio —día 12 de cada mes— (a una cuadra); Escuela N° 41 "República de Ecuador" (a cuatro cuadras); Palacio Legislativo (a seis cuadras)
16. 3709 Justicia y Dr. Juan José de Amézaga  → Barrio de los Judíos; antiguo Barrio Reus al Norte (a dos cuadras); Mercado Agrícola de Montevideo (a tres cuadras)
17. 3697 Dr. Juan José de Amézaga y Democracia  → Escuela N° 84 "Dr. Abel Julián Pérez" (a dos cuadras)
18. 3698 Dr. Juan José de Amézaga y Defensa  → Liceo N° 29 "Alicia Goyena"; Feria de la calle Defensa (día jueves)
19. 3699 Dr. Juan José de Amézaga y Dr. Joaquín Requena
20. 3700 Dr. Juan José de Amézaga y Cufré
21. 3808 Dr. Juan José de Amézaga y Dr. Duvimioso Terra
22. 3475 Martín Fierro y Cdte. Braga  → Escuela N° 88 "Edmundo de Amicis" y N° 107 "República de Costa Rica" (a cuatro cuadras)
23. 3476 Martín Fierro y Tristán Azambuya  → Estadio Gran Parque Central (a cuatro cuadras)
24. 3477 Cádiz y Mariano Moreno  → Feria de la calle Ingavi —día miércoles— (a dos cuadras)
25. 3478 Cádiz y Pedro Vidal
26. 3479 Cádiz y Av. Luis Alberto de Herrera
27. 3450 Av. Luis Alberto de Herrera y Canstatt  → Feria de la calle Francisco Rodrigo —días viernes— (a dos cuadras)
28. 4290 Canstatt y Bv. José Batlle y Ordóñez  → Hospital Policial (a tres cuadras); futuro sanatorio del Banco de Seguros del Estado (a cinco cuadras)
29. 3768 Canstatt y Pesaro  → Mercado Modelo (a tres cuadras)
30. 3769 Canstatt y Siena  → Feria de la calle Madreselva —día jueves— (a una cuadra)
31. 3770 Parma y Av. Dámaso Antonio Larrañaga  → Liceo N° 64; Policlínica Yucatán (a cuatro cuadras)
32. 3157 Av. Dámaso Antonio Larrañaga y 20 de Febrero  → Ferica de la calle Himalaya —día miércoles— (a una cuadra); Escuela N° 89 "Ibiray" y N° 118 "Ansina" (a cuatro cuadras)
33. 4987 Av. Dámaso Antonio Larrañaga y Pres. Ing. José Serrato  → Antel Arena (en construcción); Anfiteatro Washington "Canario" Luna (a tres cuadras)
34. 3158 Av. Dámaso Antonio Larrañaga y Juan Sebastián Elcano
35. 3577 Av. Costanera Arroyo Cerrito y Dr. José Irueta Goyena
36. 4474 Dr. José Irueta Goyena y Cap. Hipólito Mordeille
37. 3580 Dr. José Irueta Goyena y Av. José Pedro Varela
38. 3771 Tomás Claramunt y Juan Vicente Arcos
39. 3772 Tomás Claramunt y Francisco Vázquez Cores
40. 3773 Tomás Claramunt y Cno. Corrales  → Escuela N° 117 "Naciones Unidas" y N° 165 "Mtro. Agustín Ferreiro" (a una cuadra)
41. 2648 Cno. Corrales y Suñer y Capdevilla  → Fábrica de Funsacoop (ex FUNSA)
42. 2649 Cno. Corrales y Julio Arellano  → Sede del Club Social y Deportivo Villa Española
43. 4407 Gavilán y Añaquito

### Vuelta (a Ciudad Vieja)
N° de parada Calle y cruce
1. 4407 Gavilán y Añaquito
2. 3781 Callao y Cno. Corrales
3. 2639 Cno. Corrales y Av. José Pedro Varela  → Sede del Club Social y Deportivo Villa Española (a una cuadra)
4. 2640 Cno. Corrales y Suñer y Capdevilla  → Fábrica de Funsacoop (ex FUNSA)
5. 2641 Cno. Corrales y Tomás Claramunt  → Escuela N° 117 "Naciones Unidas" y N° 165 "Mtro. Agustín Ferreiro" (a una cuadra)
6. 3774 Tomás Claramunt y Francisco Vázquez Cores
7. 3775 Tomás Claramunt y Juan Vicente Arcos
8. 3776 Tomás Claramunt y 20 de Febrero  → Policlínica Yucatán (a tres cuadras); Escuela N° 89 "Ibiray" y N° 118 "Ansina" (a cuatro cuadras); Jardín N° 215 "Gabriela Mistral" (a cinco cuadras)
9. 3575 Larravide y Antonio Serratosa
10. 6023 Antonio Serratosa y Dr. José Irueta Goyena
11. 3579 Dr. José Irueta Goyena y Cap. Hipólito Mordeille
12. 3578 Dr. José Irueta Goyena y Av. Costanera Arroyo Cerrito
13. 3167 Av. Dámaso Antonio Larrañaga y Cap. Hipólito Mordeille
14. 3168 Av. Dámaso Antonio Larrañaga y Av. José Pedro Varela  → Antel Arena (en construcción); Anfiteatro "Washington 'Canario' Luna" (a dos cuadras)
15. 3169 Av. Dámaso Antonio Larrañaga y 20 de Febrero (C.H. Unidad Centenario)  → Feria de la calle Himalaya —día miércoles— (a una cuadra); Escuela N° 89 "Ibiray" y N° 118 "Ansina" (a cuatro cuadras)
16. 3170 Av. Dámaso Antonio Larrañaga y Parma  → Liceo N° 64; Feria de la calle Madreselva —día jueves— (a una cuadra)
17. 3778 Juan Francisco Arrieta y Siena
18. 3779 Juan Francisco Arrieta y Pesaro
19. 3780 Juan Francisco Arrieta y Bv. José Batlle y Ordóñez  → Hospital Policial (a dos cuadras); Feria de la calle Francisco Rodrigo —días viernes— (a dos cuadras); futuro sanatorio del Banco de Seguros del Estado (a cuatro cuadras)
20. 3124 Bv. José Batlle y Ordóñez y Canstatt
21. 3471 Chiavari y José Bonaparte  → Mercado Modelo (a cuatro cuadras)
22. 3472 Chiavari y Av. Luis Alberto de Herrera
23. 3473 Chiavari y Pedro Vidal
24. 3474 Chiavari y Mariano Moreno
25. 5912 Paso del Cuello y Quijote  → Feria de la calle Ingavi —día miércoles— (a una cuadra); Estudios de Televisión Nacional del Uruguay (a tres cuadras)
26. 5913 Quijote y Caribes
27. 3668 Cuñapirú y Av. Gral. José Garibaldi
28. 3669 Dr. Juan José de Amézaga y Cufré
29. 3670 Dr. Juan José de Amézaga y Dr. Joaquín Requena
30. 3671 Dr. Juan José de Amézaga y Defensa  → Liceo N° 29 "Alicia Goyena"; Feria de la calle Defensa (día jueves)
31. 3701 Dr. Juan José de Amézaga y Democracia  → Escuela N° 84 "Dr. Abel Julián Pérez" (a dos cuadras)
32. 3672 Dr. Juan José de Amézaga y Justicia  → Barrio de los Judíos; antiguo Barrio Reus al Norte (a dos cuadras); Mercado Agrícola de Montevideo (a tres cuadras)
33. 3702 Justicia y Nueva Palmira  → Feria de San Pancracio —día 12 de cada mes— (a una cuadra); Escuela N° 41 "República de Ecuador" (a cuatro cuadras); Palacio Legislativo (a seis cuadras)
34. 3703 Justicia y Gral. Pagola  → Liceo N° 2 "Héctor Miranda" (a cinco cuadras)
35. 3704 Justicia y Lima
36. 3815 La Paz y República  → Espacio de Arte Contemporáneo —ex cárcel de Miguelete— (a dos cuadras)
37. 3831 Arenal Grande y Cerro Largo  → La Trastienda Club (a dos cuadras); Estadio Julio Zito Bandera (a cuatro cuadras)
38. 3832 Arenal Grande y Av. Uruguay  → Mercado del Cordón; Policlínica Luisa Tiraparé; Escuela N° 209 "Gerado Cuesta" (a una cuadra); Instituto de Enseñanza de la Construcción (a una cuadra); Policlínico de ANDA - Sanatorio 1 del CASMU (a dos cuadras); Facultad de Psicología (a tres cuadras); Parque Gral. Líber Seregni (a cuatro cuadras)
39. 3847 Eduardo Acevedo y Colonia  → BPS - Caja de Jubilaciones; Escuela Multidisciplinaria de Arte Dramático "Margarita Xirgú" - Teatro Stella D'Italia (a una cuadra); Rectorado UdelaR - Facultad de Derecho (a una cuadra); Sede DGI - Feria "Techitos verdes" (a una cuadra); Casa central Banco Hipotecario del Uruguay (a dos cuadras); Casa INJU - Ministerio de Salud Pública (a dos cuadras); Biblioteca Nacional (a dos cuadras); Liceo N° 35 IAVA (a cuatro cuadras)
40. 2198 Colonia y Magallanes  → Plaza de los Treinta y Tres - Cuartel "Centenario" de Bomberos; Sucursal 19 de Junio del BROU (a una cuadra); Feria de la calle Gaboto —día jueves— (día jueves); Edificio, Galería y Teatro del Notariado (a dos cuadras); Facultad de Humanidades y Ciencias de la Educación (a dos cuadras); Escuela Universitaria de Música - Escuela Nacional de Bellas Artes, edificio "Centro" (a tres cuadras); Escuela N° 5 "José Pedro Varela" (a tres cuadras); Palacio Peñarol "Cr. Gastón Güelfi" (a cuatro cuadras)
41. 2200 Colonia y Tacuarembó  → Facultad de Ciencias Sociales (a tres cuadras); Teatro El Galpón (a tres cuadras); Liceo N° 32 "Guayabo" (a cinco cuadras)
42. 2202 Colonia y Agr. Germán Barbato  → Explanada y Palacio Municipal (a una cuadra); Monumento al Gaucho (a dos cuadras); Torre de los Profesionales (a dos cuadras); Ministerio de Ganadería, Agricultura y Pesca (a tres cuadras); Escuela N° 6 "Estados Unidos de América" (a tres cuadras)
43. 2204 Colonia y Cuareim  → Ministerio de Relaciones Exteriores; Escuela N° 2 "República Argentina" y N° 269 "Mtro. Julio Castro"; Liceo N° 34 "Rafaela Villagrán de Artigas"; Teatro Circular de Montevideo (a dos cuadras); Plaza de Cagancha o "Libertad" - Ateneo de Montevideo (a dos cuadras); Museo del Azulejo (a dos cuadras); Palacio Piria (a tres cuadras); Cinemateca Uruguaya (a tres cuadras); Sanatorio Centro del SMI (a tres cuadras); Escuela N° 259 "C.E.P.O.A." (a cinco cuadras)
44. 2206 Colonia y Paraguay  → Plaza Ing. Juan P. Fabini o "del Entrevero" (a una cuadra); Sede del Banco de Seguros del Estado (a dos cuadras)
45. 4001 Colonia y Río Branco  → Museo del Gaucho y de la Moneda (dos cuadras); Sala Zitarrosa (dos cuadras); Sanatorio del Banco de Seguros del Estado (a dos cuadras); Ministerio del Interior (a dos cuadras); Sede del Centro de Fotografía de Montevideo (ex Bazar Mitre) - Auditorio Nelly Goitiño (a dos cuadras); Sala Verdi (a cuatro cuadras)
46. 4909 Uruguay y Convención  → Dirección General del Registro de Estado Civil; Terminal Baltasar Brum (a cuatro cuadras)
47. 4040 Uruguay y Florida  → Auditorio Nacional del Sodre "Dra. Adela Reta" (a dos cuadras); Plaza Independencia (a tres cuadras)